# Wyłuszczarnia

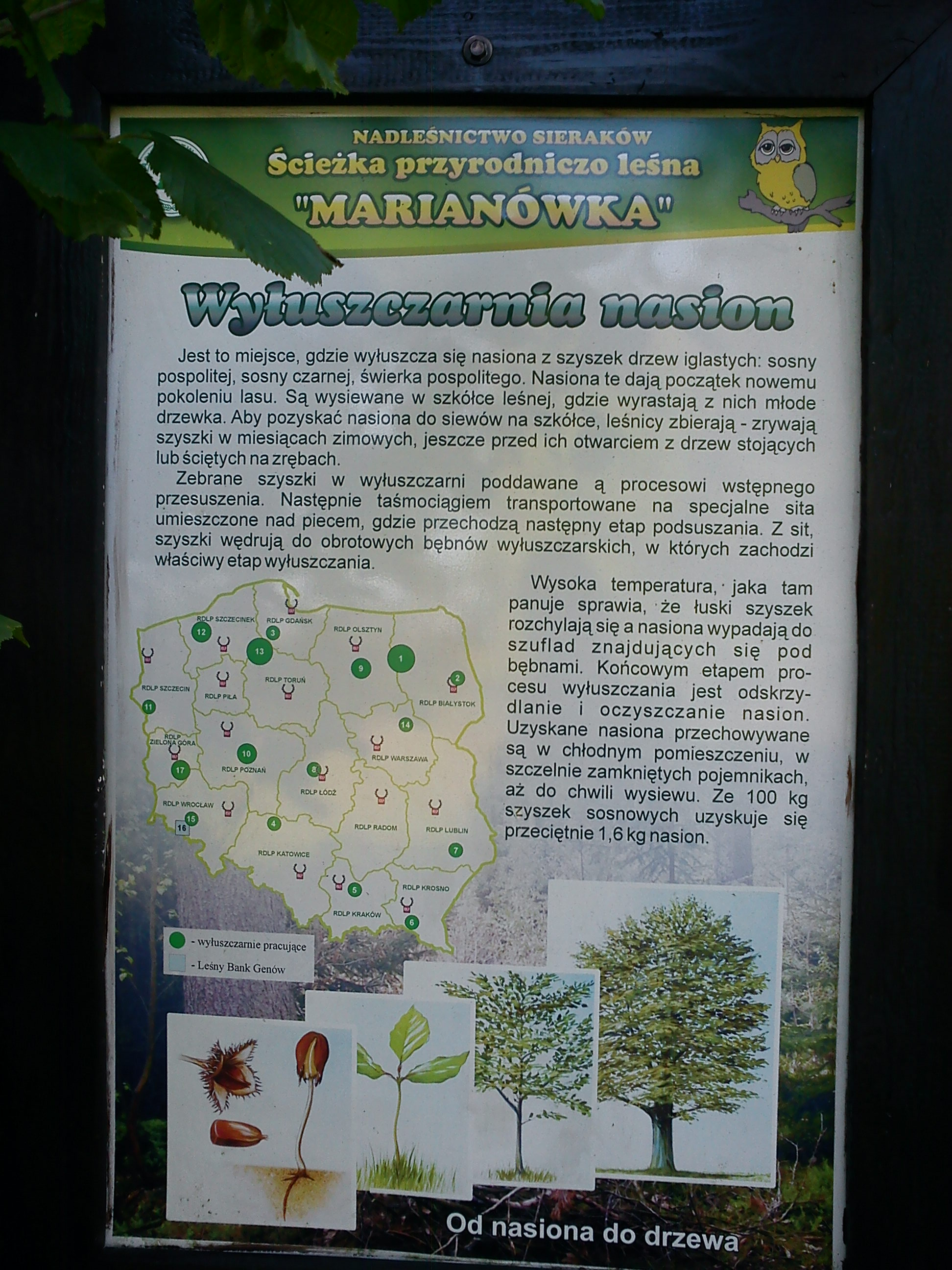
Mapa wyłuszczarni nasion w Polsce na tablicy informacyjnej ścieżki edukacyjnej "Marianówka" w Puszczy Noteckiej

Wyłuszczarnia nasion – przedsiębiorstwo leśne zajmujące się pozyskiwaniem nasion drzew iglastych ze zbieranych i suszonych w suszarniach szyszek, głównie sosny i świerka. Samą czynność przeprowadza maszyna zwana wyłuszczarką. Nasiona są potrzebne przy zakładaniu szkółek leśnych.
Na terenie Polski znajduje się 21 wyłuszczarni. Każda dyrekcja regionalna Lasów państwowych posiada w granicach swego zasięgu wyłuszczarnię.
Lista lokalizacji wyłuszczarni:
- RDLP w Białymstoku:
  - Ruciane-Nida
  - Augustów
  - Czarna Białostocka
- RDLP w Gdańsku:
  - Wirty
- RDLP w Katowicach:
  - Nowy Folwark
  - Lasowice
- RDLP w Krakowie:
  - Brzesko
- RDLP w Krośnie:
  - Dukla
- RDLP w Lublinie:
  - Zwierzyniec
- RDLP w Łodzi:
  - Łąck
  - Kolumna (dzielnica Łasku)
- RDLP w Olsztynie:
  - Jedwabno
- RDLP w Poznaniu:
  - Jarocin
- RDLP w Radomiu:
  - Kozienice
  - Włoszczowa
- RDLP w Szczecinie:
  - Dębno
- RDLP w Szczecinku:
  - Białogard
- RDLP w Toruniu:
  - Klosnowo
- RDLP w Warszawie:
  - Łochów
- RDLP we Wrocławiu:
  - Janowice Wielkie
- RDLP w Zielonej Górze:
  - Siedlisko